# Ампутација пениса
Ампутација пениса једна је од најтежих повреда мушког полног уда, која подразумева потпуни или делимични прекид континуитета тела пениса. Комплетна или потпуна ампутација карактерише се пресецањем кавернозних тела и мокраћног канала, а делимична само једног његовог дела, тако да је пресечени део повезан са кореном пениса.
Ампутација пениса може бити задесна (саобраћајни удес, рањавање, рад на машинама са ротирајућим деловима, насиље), али је често и последица самоповређивања, код ментално оболелих особа, најчешће за време психотичних напада.
Захтева хитну интервенцију јер не само да може угрозити живот због искрварења, већ може довести до губитка полних функција. И поред тога што је микрохирургија значајно усавршила свој рад и методе, резултат трансплантације ампутираног пениса често је неизвестан.

## Релевантна анатомија
Пенис је подељен на три дела. Корен лежи испод стидне кости и обезбеђује стабилност када је пенис усправан. Тело се састоји од већег дела пениса и чине га два кавернозна тела и спонгиозно тело. Уретра прелази преко спонгиозног тела да би изашла кроз меатус. Два кавернозна тела ( еректилна тела) производе ерекцију када су испуњена крвљу. Главић пениса је дистална експанзија спонгиозног тела. Опуштена кожа препуцијума обично прекрива главић необрезаног пениса.
Пенис инервишу леви и десни дорзални нерви, који су главни извор сензорних нерава. Иако се ови нерви обично налазе на позицијама од 10 и 2 сата,  у стварности њихове локације значајно варирају (о томе се мора водити рачуна током хируршких интервенције)  како би се избегла јатрогена повреда дорзалних нерава. Пенис такође инервишу  гране пудендалног нерва.
Пенис је веома васкуларизован орган који се снабдева крвљу из унутрашња пудендална артерија. Унутрашња пудендална артерија излази из унутрашње илијачне артерије (хипогастричне артерије), која се затим грана у дубоку артерију пениса, булбарну артерију и уретралну артерију. Дубока артерија пениса постаје кавернозне артерије, које снабдевају цело кавернозно тело. Уретрална артерија снабдева главић пениса и спонгиозно тело. Булбарна артерија снабдева булбарну уретру и булбоспонгиозни мишић.

## Трауматска и уролошка ампутација пениса
Траумом изазвану ампутацију пениса треба разликовати од уролошке интервенције пенектомије која се заснива на уклањању (ампутацији) једног дела пениса (парцијална) или целог пениса (тотална), са уклањањем скротума и тестиса, или без тога.
Пенектомија се примењује у случају повреде или тешке болести пениса (нпр код малигних тумора пениса), или као део операција на промени пола код транссексуалаца. 
Пенектомија може да се изведе на било ком анатомском нивоу спољашњих гениталија мушкарца. Она такође може да буде делимична, када се уклања само део или цео главића, и тотална, у случају потпуног уклањања пениса, са скротумом и тестисима. 
Пенектомија извршена на било ком нивоу, доводи до делимичног или потпуног губитка полних и других функције пениса као што су; губитак ерогене осетљивости главића, немогућност да се започне сексуални чин, губитак способности за мокрењем, губитак ерекције. 
Након делимичне пенектомије не искључује се у свим случајевима губитак сексуални нагон тј. могућност да се постигне оргазам, ејакулација и оплодње. Међутим након тоталне пенектомије са уклањањем скротума и тестиса, особа постаје неплодна.

## Епидемиологија
Ампутација пениса често се јавља као резултат менталне болести. Према истраживањима, већина случајева ампутације пениса у западном свету настаје због душевних болести. Стопа менталних болести повезаних са ампутацијом пениса је чак 87%. Већина ових пацијената, у моменту самоповређивања (51%) је у акутној декомпензованој шизофренији. 
У литератури се такође наводи и високу стопа самоповређивања пениса, код непсихијатријских болесника, која је повезана са губитком родног идентитета. Већина ових ампутација резултат је покушаја родне конверзије. 
Случајеви сексуалне агресије или злочиначки напади такође су један од узрока ампутације пениса. Описан је случај масовних ампутација пениса у Тајланду током 1970-их, када је велики број бесних жена ампутирало пенис својим мужевима које су ухватили у прељуби.

## Етиопатогенеза
Ампутација пениса је јако ретка повреда, која се углавном јавља спорадично. Ова повреда се обично повезује за самоповређивањем у акутним психотичним епизодама код психијатријских болесника или код родне дисфорије. Злочиначки напади и механичке повреде чине остатак ампутација:
- Саобраћајни удеси
- Елементарне катастрофе
- Ратна и терористичка дејства
- Рад са тешким машинама
- Спортске повреде

У историји је забележен и посебан облик ампутације пениса (кастрација) код, евнуха (ушкопљеника или кастрирани мушкараца). Најранији записи о намерној кастрацији ради стварања евнуха датирају из сумерских времена, из 21. века п. н. е. Током векова, евнуси су вршили разне дужности у многим различитим културама, као чувари и слуге харема, оперски певачи, религиозни стручњаци, државни службеници, војни команданти.

## Дијагноза
Дијагноза ампутација пениса је очигледна на основу физичког прегледа. На основу узимања детаљне историја болести морају се утврдити разлози и ментално стање болесника ако се ради о самоповређивању.
Одређивање психијатријско стање је важно за доношење оперативног плана. Из литературе сазнајемо да болесници који су извршили самоампутацију, након регресије акутне психотичне епизоде и лечење основне менталне болести, обично изјављују да желе да да очувају пенис. Једини изузетак могу бити особе који су у више наврата покушале ампутацију пениса. Ризици будућег самоповређивања морају добро бити сагледани у односу на ефекат без замене пениса.
Испитивање патрљака пениса и његовог остатак (ако је доступан) је јако важно како би се утврдило да ли је могућа реконструкција полног уда. Уништење ампутираног сегмента искључује реимплантацију, а пацијент треба припремити за будућу реконструкцију фалуса. 
Пацијенти са одговарајућим патрљком могу избећи потпуну реимплантацију, иако је то типично мање пожељан исход. истраживања показују да је потребно за усмеравање уринарног тока неопходна дужине пениса од 2-3 сантиметра. Дужина потребна за сексуалне односе је вероватно већа, али зависи од телесног хабитус и избора партнера.
Обиман физикални преглед не треба да одлажу оперативни интервенцију, због краткоће времена, јер ће се вероватно права дијагноза добити у операционој сали када је болесник под анестезијом, што омогућава бољи преглед.

## Терапија
Ерих и сарадници, обавили су прву макроскопску реимплантацију код једног болесника након ампутације пениса, у којој није обављена анастомоза артерија. Функционални и козметички резултати су били задовољавајући, али је некроза коже пениса била уобичајена појава. 
Тамаји са сарадницима, нешто касније модификовао је ову технику која је укључивала и микрохируршку реанастомозу крвних судова и нерава пениса. Тиме је значајно смањен ризик од некрозе коже пениса. Да би успех био потпун реанастомоза захтева и што бољу реваскуларизацију ампутираног дела пениса.
Британски хирурзи 2020. године успели су да пришију 34-годишњем човеку пенис, скоро читав дан након што му је одсечен, што је јединствен случај у медицини да је тај орган после толиког периода без дотока крви успешно враћен на своје место.
Шест недеља након оперативног захвата, не само да је мокраћна цев поново у потпуности функционисала, већ му се и осећај вратио. Захваљујући пажљиво и прецизно повезаним артеријама и венама, пацијент је чак и постигао пуну ерекцију.
У случају губитка дисталног дела пениса, реконструкција фалуса обавља се слободним кожним режњевима са подлактице.
Преоперативно третман пацијента са ампутацијом пениса, због психичког стања болесника након сазнања о могућем губитку сексуалних и репродуктивних функција, захтева његову психолошку стабилизацију, најбоље уз помоћ психијатра. Коректибилна ампутација остатка пениса често је императив за успешно реимплантацију или евентуалну трансплантацију пениса узетог од донора.
Поступак са ампутатом након трауме
Успешно враћање и пришивање је хитна процедура која захтева детаљну и пажљиву микрохирургију, и сарадњу са уролога и пластичног хирурга.  Најважније за успех јесте да се, када се ампутација деси, брзо предузму поступци који ће одстрањеном ткиву дати најбоље шансе да преживи до захвата.
Одсечени пенис на месту повређивања треба одмах очистити од остатака нечистоће и умотавати у стерилну газу, натопљену сланим раствором. Тако умотан пенис треба ставити у пластичну кесу, коју треба запечати, и транспортовати до хируршке сале у затвореној посуди са ледом. Овај начин чувања и транспорта остатка пениса помаже да се смањи оштећење пениса исхемијом. Реимплантацију треба обавити што је брже могуће.